# Fool Metal Jack
Fool Metal Jack é o décimo álbum de estúdio da banda brasileira de rock Os Mutantes. O álbum, cujo nome faz referência ao filme de Stanley Kubrick, Full Metal Jacket, foi lançado em 30 de abril de 2013 pela gravadora estadunidense Krian Music Group e é o segundo álbum de estúdio desde o retorno das atividades da banda, em 2006.

## Lista de músicas
Todas as faixas são de autoria de Sérgio Dias, exceto onde indicado.
| N.º | Título                 | Compositor(es)                  | Duração |  |
| 1.  | "The Dream Is Gone"    |                                 | 2:50    |  |
| 2.  | "Fool Metal Jack"      | Sérgio Dias, Vinícius Junqueira | 5:23    |  |
| 3.  | "Picadilly Willy"      |                                 | 4:42    |  |
| 4.  | "Ganja Man"            |                                 | 3:33    |  |
| 5.  | "Look Out"             | Vitor Trida                     | 3:48    |  |
| 6.  | "Eu Descobri"          | Gilberto Gil                    | 3:05    |  |
| 7.  | "Time and Space"       | Sérgio Dias, Sam Spiegel        | 3:57    |  |
| 8.  | "To Make It Beautiful" |                                 | 3:26    |  |
| 9.  | "Once Upon a Flight"   | Vitor Trida                     | 4:00    |  |
| 10. | "Into Limbo"           |                                 | 3:37    |  |
| 11. | "Bangladesh"           |                                 | 4:08    |  |
| 12. | "Valse LSD"            |                                 | 3:11    |  |

## Créditos

### Músicos
- Sergio Dias - Guitarras[3]
- Bia Mendes - Vocais
- Vinicius Junqueira - Baixo
- Vitor Trida - Guitarras
- Dinho Leme - Bateria
- Henrique Peters - Teclados

### Ficha técnica
- Sergio Dias - Produção, mixagem, design
- Fernando Bispo - Masterização
- Eric Mendes - Fotografia
- Beta Klein - Fotografia
- Lourdes Dias - Fotografia